# WWE Divas Championship
El WWE Divas Championship és un campionat de lluita lliure professional pertanyent a la World Wrestling Entertainment. És defensat per la seva divisió femenina.
El campionat fou creat el 2008 i va ser introduït per la General Manager que hi havia a SmackDown en aquell moment, Vickie Guerrero, com un equivalent al WWE Women's Championship que pertanyia a la marca Raw.
Michelle McCool va esdevenir la campiona inaugural el 20 de juliol de 2008 quan va derrotar a Natalya en el PPV The Great American Bash. Després que Maryse sent la campiona va ser traspassada a Raw pel Draft 2009, el campionat es va tornar exclusiu de la marca.
Michelle McCool va guanyar un combat per unificar el WWE Women's Championship i el WWE Divas Championship el 19 de setembre de 2010 en el PPV Night of Champions, creant així el Campionat Unificat de Dives.
El 2010 va ser l'any en què el campionat va estar més actiu, sobretot després que el Campionat Femení de la WWE fos desactivat; es va posar en joc a vuit PPV consecutius.

## Història

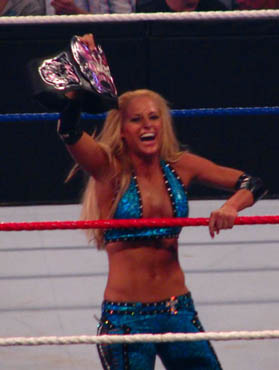
Michelle, campiona inaugural i campiona de la unificació

Amb la separació de marques que es va produir a la World Wrestling Entertainment l'any 2002 en un principi el WWE Women's Championship s'hauria pogut defensar tant a Raw com a SmackDown. Tot i això, en algun moment d'aquell any, va esdevenir campionat exclusiu de marca Raw. A partir d'aquest moment només la divisió femenina de Raw va poder competir pel campionat femení, mentre que les dives de SmackDown no varen tenir oportunitat de lluitar per cap títol. Encara que algunes dives de SmackDown van aconseguir l'oportunitat de lluitar pel campionat no van aconseguir guanyar-lo.
Com a resultat, la WWE va crear el WWE Divas Championship i el 6 de juny de 2008 Vickie Guerrero, en aquell moment la General Manager de SmackDown va anunciar la seva creació.
El cinturó es va donar a conèixer el dia 4 de juliol en una edición de SmackDown. Després de guanyar els respectius combats per una oportunitat titular Michelle McCool va derrotar a Natalya a The Great American Bash per a convertir-se en la campiona inaugural.
Quan Maryse va ser enviada a la marca Raw, sent la campiona, el campionat es va tornar exclusiu de dita marca.
El 30 d'agost de 2010 a Raw es va anunciar que el Campionat de Dives sería unificat amb el Campionat Femení en el Night of Champions, on ambdós campionats femenins de la WWE es posarien en joc. La diva que els va unificar va ser Michelle McCool, qui va retenir el Campionat Femení i va guanyar el Campionat de Dives. Amb això el títol es va tornar accessible a qualsevol de les dues marques i la campiona pot aparèixer en ambdós shows.
Tot i així, uns dies després es va anunciar oficialment que el Campionat Femeni de la WWE havia estat descativat
 el mateix dia en què Michelle es va coronar com a primera Campiona Unificada, sent retirat en el mateix moment de la unificació, i novament el campionat va recuperar el seu nom original de Campionat de les Dives, tot i que, de forma oficial no va arribar a canviar mai de nom.

## Campiona actual
La campiona actual és Layla, qui es troba en el seu primer regnat. Es va coronar com a campiona després de derrotar a l'excampiona Nikki Bella el 29 d'abril de 2012 en Extreme Rules (2012).

## Llista de campiones
|    | Lluitadora      | Regnat N° | Data                   | Duració         | Show                           | Notes |
| -- | --------------- | --------- | ---------------------- | --------------- | ------------------------------ | --- |
| 1  | Michelle McCool | 1         | 20 de juliol de 2008   | 155             | The Great American Bash (2008) | Primera campiona de la història d'aquest títol |
| 2  | Maryse          | 1         | 22 de desembre de 2008 | 216             | SmackDown                      | Durant el seu regnat el campionat va canviar de marca; tornant-se exclusiu de Raw |
| 3  | Mickie James    | 1         | 26 de juliol de 2009   | 78              | Night of champions (2009)      | El mateix dia de la seva derrota va ser traspassada a SmackDown per un Draft de dives |
| 4  | Jillian Hall    | 1         | 12 d'octubre de 2009   | <1              | Raw                            | Regnat més curt de la història; només va durar uns minuts |
| 5  | Melina          | 1         | 12 d'octubre de 2009   | 84              | Raw                            | La mateixa nit va ser traspassada a Raw per un Draft de dives |
|    | Vacant          | N/A       | 4 de gener de 2010     | N/A             | N/A                            | Per una lesió de Melina |
| 6  | Maryse          | 2         | 22 de febrer de 2010   | 49              | Raw                            | Va guanyar un torneig |
| 7  | Eve Torres      | 1         | 12 d'abril de 2010     | 69              | Raw                            | Primera guanyadora del Diva Search en aconseguir aquest campionat |
| 8  | Alicia Fox      | 1         | 20 de juny de 2010     | 56              | Fatal 4-Way (2010)             | Va derrotar a Maryse, Gail Kim i Eve Torres en un fatal 4-way |
| 9  | Melina          | 2         | 15 d'agost de 2010     | 35              | SummerSlam (2010)              | Va tenir un combat ja que havia hagut de deixar el títol vacant |
| 10 | Michelle        | 2         | 19 de setembre de 2009 | 63              | Night of champions (2010)      | Va unificar aquest campionat amb el Campionat Femení. Amb la unificació el títol va deixar de ser exclusiu de cap marca |
| 11 | Natalya         | 1         | 21 de novembre de 2010 | 70              | Survivor Series (2010)         | Va guanyar un 2-on-1 handicap match on a part de Michelle també participava Layla |
| 12 | Eve Torres      | 2         | 30 de gener de 2011    | 71              | Royal Rumble (2011)            | Originalment Eve no estava inclosa en la lluita, va ser afegida en el moment que començava el combat sense motiu aparent. |
| 13 | Brie Bella      | 1         | 11 d'abril de 2011     | 70              | Raw                            | En aquesta lluita Brie va aconseguir la victoria sense intercanviar-se amb Nikki |
| 14 | Kelly Kelly     | 1         | 20 de juny de 2011     | 104             | Raw                            | Kelly fou escollida pel públic com a núm.1 contender. Nikki Bella no va intervenir en el combat. |
| 15 | Beth Phoenix    | 1         | 2 d'octubre de 2011    | 204             | Hell in a Cell (2011)          | Natalya va atacar a Kelly Kelly deixant-la inconscient quan l'arbitre no mirava, cosa que va permetre la victoria de Beth |
| 16 | Nikki Bella     | 1         | 23 d'abril de 2012     | 6               | Raw                            | El combat fou un lumberjill match |
| 17 | Layla           | 1         | 29 d'abril de 2012     | Campiona actual | Extreme Rules (2012)           | Durant em combat Brie Bella s'intercanvià per la seva bessona i fou coberta. Originalment Nikki Bella s'havia d'enfrontar a Beth Phoenix però aquesta va ser reemplaçada a causa d'una lesió. Aquesta va ser la primera lluita de Layla després d'un any d'inactivitat. |

## Major quantitat de regnats
- 2 vegades: Michelle McCool, Maryse, Melina, Eve Torres i Nikki Bella
- 1 vegada: Kelly Kelly, Brie Bella, Natalya, Alicia Fox, Mickie James, Jillian Hall, Beth Phoenix i Layla.

## Dades interessants
- Michelle McCool fou la campiona inaugural.
- Maryse posseeix el regnat més llarg, el qual va durar 216 dies, mentre que Jillian Hall posseeix el regnat més curt, que va durar quatre minuts i trenta segons.
- Michelle McCool, Maryse, Melina i Eve Torres han aconseguit el campionat en més d'una ocasió, sent Maryse la primera a aconseguir-ho.
- Michelle McCool, Mickie James, Layla, Melina i Beth Phoenix són les úniques dives que han aconseguit els dos campionats femenins de la WWE, sent Michelle la primera a aconseguir-ho.